# Старомонгольське письмо
Старомонгóльське письмó, також просто монгольське письмо («класична монгольська писемність», монг. ᠮᠣᠩᠭᠣᠯ ᠪᠢᠴᠢᠭ, монгол бичиг) — одна з монгольських писемностей, найстаріша власне монгольська система письма, що вживається з початку XIII століття до наших днів. Найдавнішою зі збережених пам'яток старомонгольского письма є так званий Чингісів камінь, (1224/1225 рік).
Історично використовувалося як основний вид письма монгольськими народами Монголії, Китаю та Росії. Породило низку споріднених писемностей, зокрема, варіанти тодо-бічиг та вагіндра, а також маньчжурске письмо, яке широко використовувалося під час правління маньчжурської Цінської династії в Китаї.

## Походження
Старомонгольська писемність з'явилася в результаті адаптації староуйгурської абетки для запису монгольської мови.
За однією з легенд, писемність була створена близько 1204 року уйгурським писарем Тататунгою, який був захоплений Чингіз-ханом після перемоги над найманами на початку становлення Монгольської імперії. Ця легенда ілюструє історичний факт культурного впливу уйгурів, підкорений монголами. Уйгури передали монголам свої буддійські традиції та староуйгурське письмо, з якого через низку модифікацій постало старомонгольске письмо, яке самі монголи для виділення з ряду інших монгольських писемностей часто, як і раніше, називають уйгурським (монг. уйгуржин бичиг).
За іншою легендою, Чингіз-хан зажадав створити писемність на основі архаїчної в його часи вимови, щоб писемність об'єднувала носіїв різних діалектів того часу. Ця легенда ілюструє характерну невідповідність графіки, історично зафіксованої в пам'ятках інших писемностей, фонетиці, а особливо фонетиці XX століття. В даному письмі вживається написання архаїчних словоформ (пор. baγatur → монг. баатар, калм. баатр), архаїчних слів та особливо архаїчних суфіксів. Однак можливість різного читання літер носіями різних монгольських діалектів та мов, викидання при читанні «надлишкових», історично відмерлих літер, загалом сприяло взаєморозумінню між різними монголомовними спільнотами.
Вертикальний напрямок письма в даний час різко візуально вирізняє цю писемність від інших. Це одна з небагатьох вертикальних писемностей, в якій рядки записуються зліва направо. Зазвичай вважається, що в цьому уйгури чи їхні попередники согдійці зазнали впливу китайської ієрогліфіки, хоча турфанські знахідки свідчать про те, що в регіоні було багато експериментів з основою та напрямком письма.
1587 року вчений Аюші-гуші з метою публікації значної кількості перекладів книг буддійського канону заново систематизував та дещо видозмінив старомонгольское письмо, а також запровадив низку символів для полегшення транскрипції санскриту, тибетської та китайської мов. Нові символи отримали назву алі-галі.
Старомонгольська писемність історично використовувалася, окрім державних утворень на території власне Монголії та Внутрішньої Монголії, як одна із державних писемностей в китайських імперіях Юань і Цінь, як єдина писемність до переходу на тувинську мову та кирилицю у незалежній Туві, й поряд з тодо-бічиг у державних утвореннях ойратів та калмиків (Джунгарське ханство, Калмицьке ханство).
У Росії ця писемність використовувалася калмиками та бурятами. У Російській імперії навчання цієї писемності з початку XIX століття проводилося для бурятського населення при буддійських монастирях, а також у деяких навчальних закладах, заснованих державою.

## Сучасний статус

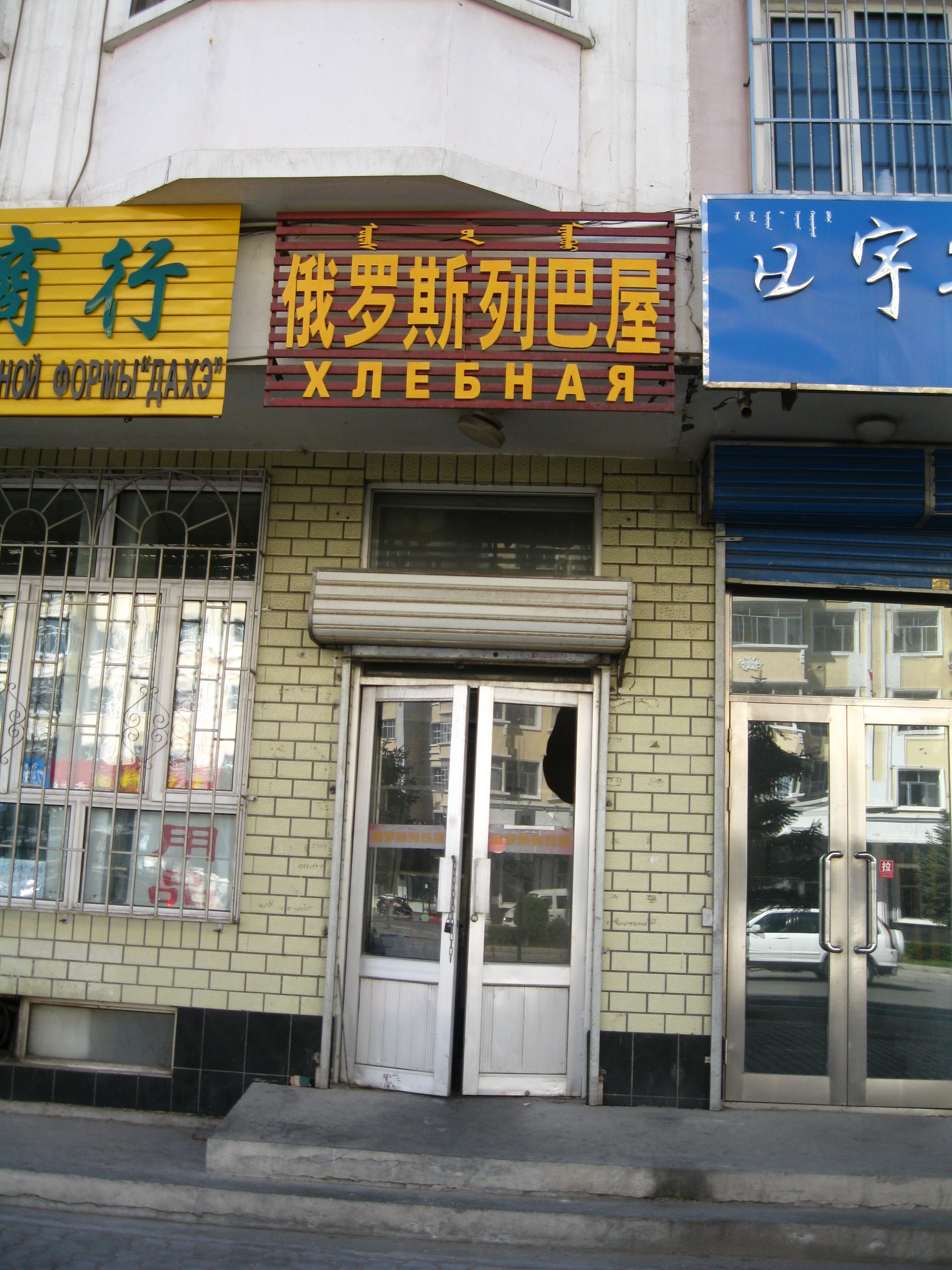
Тримовний напис на вивісці магазину в Маньчжурії, Внутрішня Монголія, КНР

Наразі використовується для запису монгольської та евенкійської мов на території КНР у Внутрішній Монголії, де є обов'язковим до вживання (всі вивіски обов'язково публікуються як ієрогліфікою, так і старомонгольським письмом). В Монголії з 1941 року старомонгольске письмо було замінено кирилицею.
Після розпаду СРСР у Монголії пропагувалася ідея повного повернення до старомонгольського письма, але через складність такого переходу ідея не була реалізована. Водночас з 1990 по 1995 роки навчання в початкових класах середніх шкіл Монголії проводилося з використанням старомонгольського письма, як і у всіх монгольських школах Внутрішньої Монголії по теперішній час. Старомонгольське письмо повернуло собі офіційний статус, але використовується обмежено, скорше з естетичною метою на емблемах, печатках державних установ поряд з кирилицею. На банкнотах Монголії всі написи та цифри продубльовані старомонгольським письмом. Це письмо також використовується на вивісках магазинів, ресторанів та інших комерційних закладів. Дублювання написів старомонгольським письмом є особистою ініціативою власників і не носить обов'язкового характеру.

## Принципи

Слово ᠮᠣᠩᠭᠣᠯ («Монгол»), записане класичною писемністю

Напрям письма — згори вниз, стовпчики йдуть зліва направо. Багато графем мають три варіанти написання залежно від положення в слові (початкова, середня та кінцева графема). У деяких випадках існують додаткові варіанти написання (пор. «bo» з «ba» або «so», «ö» у звичайному написанні та в «kö»), які вживаються для кращого поєднання з попереднім або наступним знаком та заради гармонії.
Незважаючи на позірну складність, письмо графічно мінімалістичне (літери, складаються з малої кількості стандартних елементів, які по-різному читаються залежно від положення в складі/слові; діакритика не використовується за деякими правилами та на практиці), спирається на припущення, що рука автора може не відриватися при написанні одного слова, і що читач добре володіє монгольською мовою.
У алфавіті відсутня можливість розрізнення низки звуків монгольської мови: як голосних (o/u, ö/ü, а також a/e у кінці слів), так і приголосних (t/d, k/g, в деяких випадках ž/y), які були відсутні в уйгурській мові, з якої було запозичено цю писемність. Деякі діакритичні знаки за правилами опускаються (n не маркується перед приголосними та в кінці слів, γ — перед приголосними). Схожість окремих знаків викликала навіть подвійну норму написання і, як наслідок, вимови окремих слів (пор. γanča / γaγča «один, єдиний»). У той же час, закони гармонії голосних та послідовності складів у монгольській мові у більшості випадків виключають неоднозначність прочитання.
| Символ     | Символ      | Символ   |          | Транслітерація | Транслітерація    | Примітки |
| початковий | середній    | кінцевий | латиниця | кирилиця       |                   | Примітки |
| ---------- | ----------- | -------- | -------- | -------------- | ----------------- | --- |
|            |             |          |          | a              | А                 | Звук зазвичай обумовлений гармонією голосних (див. також q/γ і k/g) |
|            | e           | Е        |          |                |                   | Звук зазвичай обумовлений гармонією голосних (див. також q/γ і k/g) |
|            |             |          |          | i, yi          | І, Ї, И, Ь        | У сучасному монгольському в кінці слова зазвичай переходить в пом'якшення попереднього приголосного                                                                                        |
|            |             |          |          | o, u           | О, У              | Читання розрізняється залежно від контексту. |
|            |             |          |          | ö, ü           | Ө, Ү              | Читання розрізняється залежно від контексту. |
|            | [ 4 ] [ 5 ] |          |          | n              | Н                 | Відрізняється від серединного та кінцевого a/e позицією в складі. |
|            |             |          |          | ng             | Н, НГ             | Тільки в кінці слова (середній варіант вживається у словосполученнях). Для транскрипції тибетського та санскритського ङ.                                                                   |
|            |             |          |          | b              | Б, В              | |
|            |             |          |          | p              | П                 | Тільки на початку монгольських слів. Транскрипція тибетського པ; |
|            |             |          |          | q              | Х                 | Тільки з задніми голосними |
|            |             |          |          | ɣ              | Г                 | Тільки з задніми голосними. Поєднання «голосний-γ-голосний» вимовляється як один довгий голосний. Кінцевий варіант вживається тільки коли за ним слідує «a», що пишеться окремо від слова. |
|            |             |          |          | k              | Х                 | Тільки з передніми голосними. В кінці слів лише «g», а не «k». Поєднання «голосний-g-голосний» вимовляється як один довгий голосний.                                                       |
|            | g           | Г        |          |                |                   | Тільки з передніми голосними. В кінці слів лише «g», а не «k». Поєднання «голосний-g-голосний» вимовляється як один довгий голосний.                                                       |
|            |             |          |          | m              | М                 | |
|            |             |          |          | l              | Л                 | |
|            |             |          |          | s              | З                 | |
|            |             |          |          | š              | Ш                 | Вимова цього знака не змінилася. |
|            |             |          |          | t, d           | Т, Д              | Читання розрізняється залежно від контексту. |
|            |             |          |          | č              | Ч, Ц              | Спочатку /tʃ'/ і /ts'/ не розрізнялися, зараз залежно від контексту. |
|            |             |          |          | ǰ              | Ж, З              | Читання розрізняється залежно від контексту. Спочатку часто взаємозамінялося з y. |
|            |             |          |          | y              | *-Й, Е* Е* Ю*, Я* | вживається при написанні дифтонгів, незважаючи на те, що по суті є приголосним. |
|            |             |          |          | r              | Р                 | На початку слова тільки в запозиченнях. |
|            |             |          |          | v              |                   | Для транскрипції санскритського व. |
|            |             |          |          | f              | Ф                 | Тільки в запозиченнях з китайської або європейських мов. |
|            |             |          |          | ḳ              | (к)               | Для транскрипції європейського К. |
|            |             |          |          | (c)            | (ц)               | Для транскрипції тибетського /ts'/ ཚ та санскритського छ. |
|            |             |          |          | (z)            | (з)               | Для транскрипції тибетського /dz/ ཛ та санскритського ज. |
|            |             |          |          | (h)            | (г, х)            | Для транскрипції тибетського /h/ ཧ, ྷ та санскритского ह. |

## Приклади
| Історичний шрифт | Сучасний друкований шрифт | Літери першого слова                                                                                                   |
|                  |                           | \| \| \| \| \| v \| \| \| i \| \| \| k \| \| \| i \| \| \| p \| \| \| e \| \| \| d \| \| \| i \| \| \| y \| \| \| a \| |
|                  |                           | |
|                  | v                         | |
|                  | i                         | |
|                  | k                         | |
|                  | i                         | |
|                  | p                         | |
|                  | e                         | |
|                  | d                         | |
|                  | i                         | |
|                  | y                         | |
|                  | a                         | |

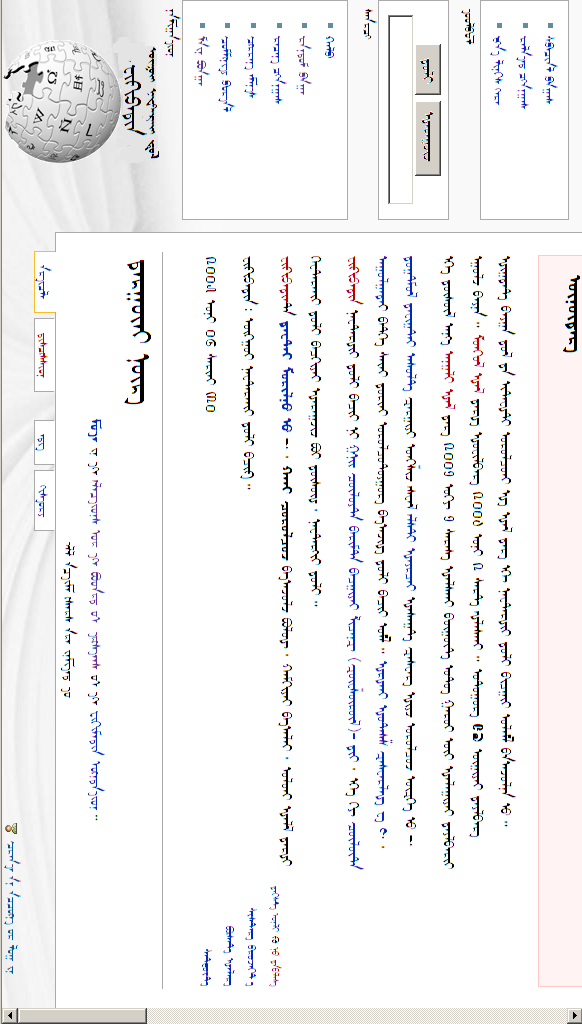
Гіпотетичне уявлення наразі неіснуючої Вікіпедії старомонгольською мовою

- Кирилиця: Википедиа Чөлөөт Нэвтэрхий Толь Бичиг Болой.
- Транскрипція: Wikĭpedĭ čölö:t newterxī tolĭ bičĭg boloĭ.
- Переклад: Вікіпедія — вільна енциклопедія.
- Текст:

ᠸᠢᠺᠢᠫᠡᠳᠢᠶᠠ᠂

ᠴᠢᠯᠦᠭᠡᠲᠦ ᠨᠡᠪᠲᠡᠷᠬᠡᠢ ᠲᠤᠯᠢ ᠪᠢᠴᠢᠭ᠌ ᠪᠤᠯᠠᠢ᠃

## Похідні писемності

### Тодо-бічиг
Варіант, створений 1648 року буддистським ченцем Зая-Пандитою Ойратським для зближення письмової мови й сучасної їй вимови, а також для полегшення транскрипції тибетської мови та санскриту. До 1924 року використовувався калмиками у Росії, після чого був заміщений кирилицею. Зараз писемність використовується ойратами, які проживають у Сіньцзяні (КНР).

### Маньчжурське письмо
У зв'язку зі збільшенням свого політичного значення маньчжури, що займали північний захід сучасної КНР, 1599 року за ініціативи майбутнього імператора-засновника династії Цін у Китаї, Нурхаці, адаптували старомонгольску писемність для письма маньчжурською мовою. Проте графічний мінімалізм, з якого йшла неоднозначність читань літер, виявився незручним для фонетики маньчжурської мови та китайських запозичень. 1632 року маньчжурське письмо було вдосконалене додаванням діакритичних знаків («точки та кружки»).

### Вагіндра
Різновид, розроблений 1905 року бурятським ченцем Агваном Доржиєвим (1850—1938). Вагіндра мала на меті усунути неоднозначності в орфографії та створити можливість запису поряд з монгольською російської мови. Була усунена варіативність форми символів у залежності від положення — всі знаки ґрунтувалися на середньому варіанті старомонгольского письма. Цим письмом було написано менше дюжини книг.

### Галіг
Додаткові літери для транслітерації санскритських та тибетських мантр.